# Rhizoecus spelaea
Rhizoecus spelaea är en insektsart som först beskrevs av Hugh Edwin Strickland 1947.  Rhizoecus spelaea ingår i släktet Rhizoecus och familjen ullsköldlöss.
Artens utbredningsområde är Ghana. Inga underarter finns listade i Catalogue of Life.